# Johanna I van Navarra
Johanna I van Navarra (Frans: Jeanne I de Navarre, Bar-sur-Seine, 14 januari 1273 – Kasteel van Vincennes, 2 april 1305, begraven te Parijs), was de dochter van koning Hendrik I van Navarra en Blanca van Artesië.

## Levensloop
Johanna werd geboren in Bar-sur-Seine, Champagne als een prinses uit het Huis van Blois. Het volgend jaar, na de dood van haar vader, werd ze benoemd tot gravin van Champagne en koningin van Navarra. Haar moeder Blanche werd regent en beschermvrouw van Navarra tijdens haar dochters kinderjaren. Diverse machten onder de adel, zowel binnen als buitenland zochten manieren om misbruik te maken van de kleine erfgenaam en de "zwakke" moeder regentes. Dit draaide er op uit dat Johanna en haar moeder bescherming zochten aan het Franse hof bij Filips III van Frankrijk.
Ze arriveerde in 1274 in Frankrijk en bij het Verdrag van Orléans in 1275, werd bepaald dat Johanna uitgehuwd werd aan de tweede zoon van Filips (Lodewijk of Filips); hierdoor werd het bestuur van Navarra onder de hoede en bescherming van de koning van Frankrijk gesteld. Het volgend jaar overleed kroonprins Lodewijk en werd Filips kroonprins.
Ze was koningin van Navarra (1274-1305) en werd in 1284, op elfjarige leeftijd, de echtgenote van koning Filips IV van Frankrijk, ook Filips de Schone genoemd. In 1285 overleed Filips III en werden Filips IV en Johanna koning en koningin van Frankrijk.

### Champagne
Door het huwelijk was de Champagne in het Franse kroondomein gekomen, maar Johanna bleef met toestemming van haar echtgenoot het graafschap besturen. In 1297 bracht ze een leger op de been en voerde het persoonlijk aan tegen graaf Hendrik III van Bar, toen hij tegen haar in opstand kwam door de Champagne binnen te vallen. Dit gebeurde expliciet in de afwezigheid van haar echtgenoot, en ze bracht hoogst persoonlijk de graaf naar de gevangenis alvorens zich weer bij haar echtgenoot te vervoegen. Ze trad ook in persoon op in haar proces tegen bisschop Guichard van Troyes, die ze ervan beschuldigde op frauduleuze wijze fondsen te hebben gestolen van de Champagne en haar moeder.

### Vlaanderen
In 1301 bracht ze een bezoek aan Brugge waar ze koel werd ontvangen. Toen haar oom, Robert II van Artesië, van de Franse koning de opdracht kreeg om de opstandige Vlamingen aan te pakken en de, tijdens de Brugse Metten, omgekomen Fransen en Fransgezinden te wreken, gaf ze hem het volgende mee:
Omgebracht moeten ze, allen moeten ze worden omgebracht, zonder onderscheid van leeftijd en geslacht, vrouwen, mannen, grijsaards en kinderen.
Het Franse leger trok Vlaanderen binnen en deze actie leidde tot de Guldensporenslag waarbij Robert II van Artesië sneuvelde.

### Dood

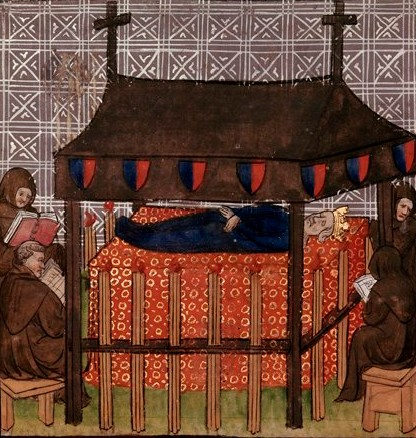
Begrafenis van Johanna (miniatuur uit de 14e eeuw)

Johanna stierf in 1305, naar verluidt in het kraambed, maar de bisschop van Troyes, Guichard, werd in 1308 gearresteerd en ervan beschuldigd haar te hebben vermoord met hekserij door een afbeelding van haar te steken. Hij werd vrijgelaten in 1313. Kort voor haar dood, op 2 april, had Johanna in het kasteel van Château-Thierry haar testament laten opmaken. Ze voorzag gelden voor de oprichting van een college voor arme studenten in haar Parijse residentie, het Hôtel de Navarre. Ook voorzag ze geld voor een ziekenhuis in Château-Thierry.
Haar lijfarts was de uitvinder Guido da Vigevano.

## Nageslacht
Filips IV en Johanna kregen volgende kinderen (onder wie drie latere Franse koningen):
- Margaretha (1287-1294)
- Lodewijk X (1289-1316)
- Blanca (1291-1294)
- Isabella (1292-1358), gehuwd met Eduard II van Engeland (1284-1327)
- Filips V (1293-1322)
- Karel IV (1294-1328)
- Robert (1296-1308)

## Voorouders
| Voorouders van Johanna I van Navarra (1273-1305) | Voorouders van Johanna I van Navarra (1273-1305)                                          | Voorouders van Johanna I van Navarra (1273-1305)                                          | Voorouders van Johanna I van Navarra (1273-1305)                                          | Voorouders van Johanna I van Navarra (1273-1305)                                          | Voorouders van Johanna I van Navarra (1273-1305)                               | Voorouders van Johanna I van Navarra (1273-1305)                               | Voorouders van Johanna I van Navarra (1273-1305)                         | Voorouders van Johanna I van Navarra (1273-1305)                         |
| ------------------------------------------------ | ----------------------------------------------------------------------------------------- | ----------------------------------------------------------------------------------------- | ----------------------------------------------------------------------------------------- | ----------------------------------------------------------------------------------------- | ------------------------------------------------------------------------------ | ------------------------------------------------------------------------------ | ------------------------------------------------------------------------ | ------------------------------------------------------------------------ |
| Overgrootouders                                  | Theobald III van Champagne (1179-1201) ∞ Blanca van Navarra (1177-1229)                   | Theobald III van Champagne (1179-1201) ∞ Blanca van Navarra (1177-1229)                   | Archimbald VIII van Bourbon (11197-1242) ∞ 1235 Alix van Forez (-)                        | Archimbald VIII van Bourbon (11197-1242) ∞ 1235 Alix van Forez (-)                        | Lodewijk VIII van Frankrijk (1187-1226) ∞ 1200 Blanca van Castilië (1188-1252) | Lodewijk VIII van Frankrijk (1187-1226) ∞ 1200 Blanca van Castilië (1188-1252) | Hendrik II van Brabant (1207-1248) ∞ Maria van Zwaben (1201-1235)        | Hendrik II van Brabant (1207-1248) ∞ Maria van Zwaben (1201-1235)        |
| Grootouders                                      | Theobald IV van Champagne (1201-1253) ∞ 1232 Margaretha van Bourbon-Dampierre (1211-1256) | Theobald IV van Champagne (1201-1253) ∞ 1232 Margaretha van Bourbon-Dampierre (1211-1256) | Theobald IV van Champagne (1201-1253) ∞ 1232 Margaretha van Bourbon-Dampierre (1211-1256) | Theobald IV van Champagne (1201-1253) ∞ 1232 Margaretha van Bourbon-Dampierre (1211-1256) | Robert I van Artesië (1216-1250) ∞ 1237 Mathilde van Brabant (1224-1288)       | Robert I van Artesië (1216-1250) ∞ 1237 Mathilde van Brabant (1224-1288)       | Robert I van Artesië (1216-1250) ∞ 1237 Mathilde van Brabant (1224-1288) | Robert I van Artesië (1216-1250) ∞ 1237 Mathilde van Brabant (1224-1288) |
| Ouders                                           | Hendrik I van Navarra (1240-1274) ∞ 1269 Blanca van Artesië (1248-1302)                   | Hendrik I van Navarra (1240-1274) ∞ 1269 Blanca van Artesië (1248-1302)                   | Hendrik I van Navarra (1240-1274) ∞ 1269 Blanca van Artesië (1248-1302)                   | Hendrik I van Navarra (1240-1274) ∞ 1269 Blanca van Artesië (1248-1302)                   | Hendrik I van Navarra (1240-1274) ∞ 1269 Blanca van Artesië (1248-1302)        | Hendrik I van Navarra (1240-1274) ∞ 1269 Blanca van Artesië (1248-1302)        | Hendrik I van Navarra (1240-1274) ∞ 1269 Blanca van Artesië (1248-1302)  | Hendrik I van Navarra (1240-1274) ∞ 1269 Blanca van Artesië (1248-1302)  |

- Bibliothèque nationale de France: cb16652484h (data)
- Gemeinsame Normdatei: 1046747924
- International Standard Name Identifier: 0000 0003 9574 4776
- Nederlandse Thesaurus van Auteursnamen: 134403355
- Système universitaire de documentation: 081115288
- Virtual International Authority File: 290485639
- WorldCat: E39PBJvxtxFhhmWpkQVkHxJ7HC